# PowerArchiver
PowerArchiver — коммерческий архиватор для Microsoft Windows, разработанный в марте 1999 года Иваном Петровичем. В июне 2001 года Иван Петрович создал компанию ConeXware Inc которая параллельно продолжила разработку. Имеет встроенную поддержку создания/извлечения множества различных типов архивов, в том числе ZIP, 7z и Tar. Кроме того, в нём есть возможность извлечения архивов RAR, ACE и многих других. Срок действия оценочной версии программы составляет 30 дней. При покупке персональной лицензии предоставляется доступ ко всем обновлениям последующих версий программы, при бизнес-лицензии — только двух последующих стабильных релизов.
PowerArchiver впервые был выпущен в марте 1999 года. В то время он позиционировался как бесплатное программное обеспечение и был написан на Borland Delphi. В разряд shareware он стал относиться с июня 2001 (с версии 7). Первоначальное название программы (до PowerArchiver) было EasyZip. Существует консольная версия программы и плагин для Microsoft Outlook. Интерфейс PowerArchive переведён на 15 языков.
Последние версии PowerArchiver полностью поддерживают Windows 7 и используют сертифицированный Ribbon-интерфейс, подобный интерфейсу Microsoft Office 2010.
Приложение поставляется в трёх версиях:
- PowerArchiver Standard[2].
- PowerArchiver Professional[3]. Включает все возможности Standard, а также планировщик, создание образов дисков, плагин Outlook, работу в командной строке.
- PowerArchiver Toolbox[4]. Включает все возможности Professional, а также запись дисков, FTP клиент и годовую лицензию на BitDefender Internet Security.

## Основные функции
- Создание и монтирование ISO файлов
- Окно предварительного просмотра содержимого архива
- Запись CD/DVD/Blu-ray
- Полная поддержка Windows 7
- Встроенный FTP клиент
- Передовой модуль архивирования
- Расширенный планировщик заданий
- Сжатие 7-Zip
- Быстрое извлечение RAR архивов
- Обратная совместимость со старыми форматами архивов